# Lawrence Grant
Percy Reginald Lawrence-Grant (30 de octubre, de 1870 – 19 de febrero, de 1952) fue un actor británico conocido por su participación como actor de reparto en películas como The Mask of Fu Manchu de 1932, El hijo de Frankenstein (Son of Frankenstein) de 1939 y The Living Ghost de 1942.
Grant llegó por primera vez  a los Estados Unidos en 1908 de gira con un grupo de teatro. Poco después se hizo de un espacio en la industria del cine estadounidense. Fue un reconocido actor de reparto que participó en más de 100 películas. Aunque nunca fue nominado a un Oscar fue el anfitrión de los Premios de la Academia en 1931.
Continuó con su carrera actoral en el teatro. Su salud se vio seriamente dañada durante un seguidilla de presentaciones en Santa Bárbara, California. El 19 de febrero de 1952 murió a la edad de 81 años.

## Filmografía

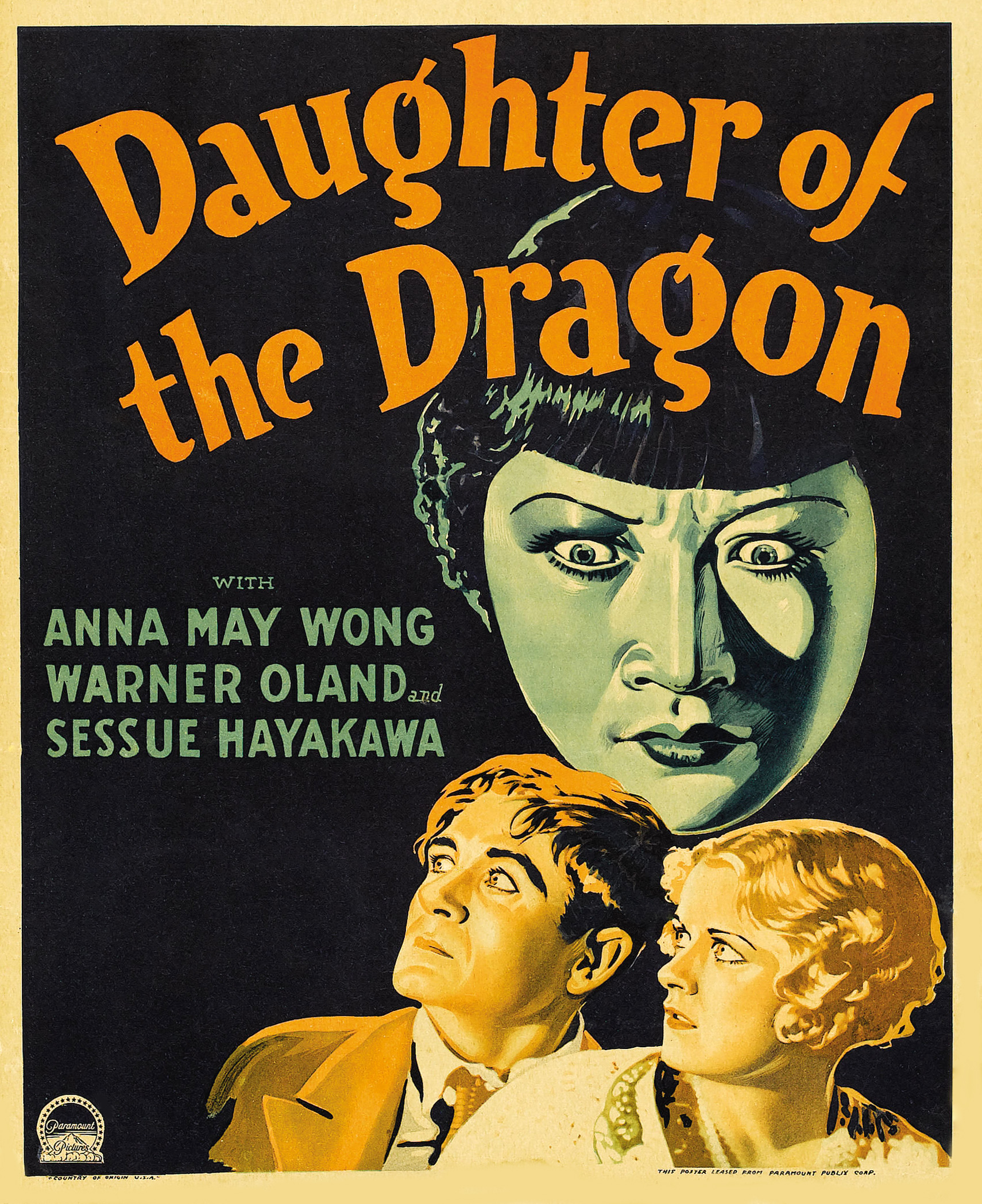
Daughter of the Dragon, 1931.
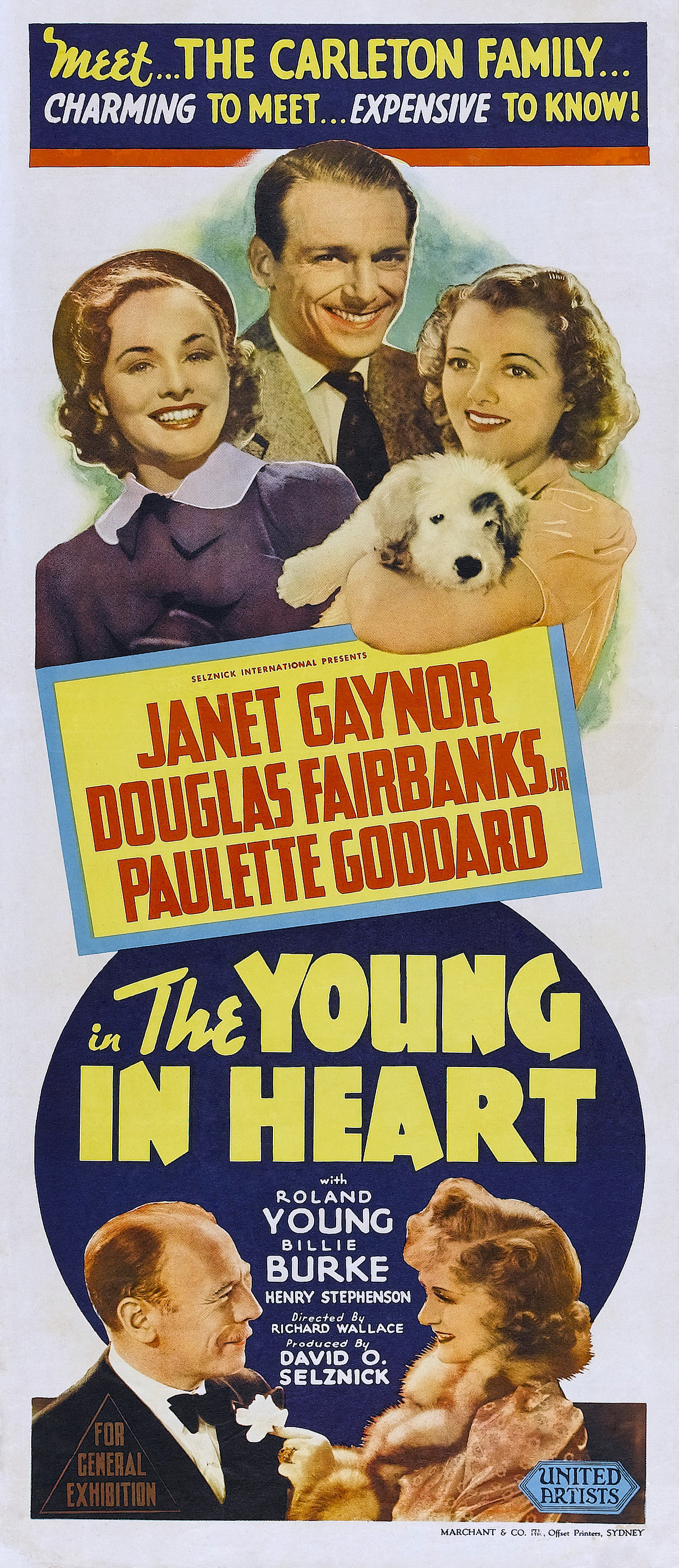
The Young in Heart, 1938.
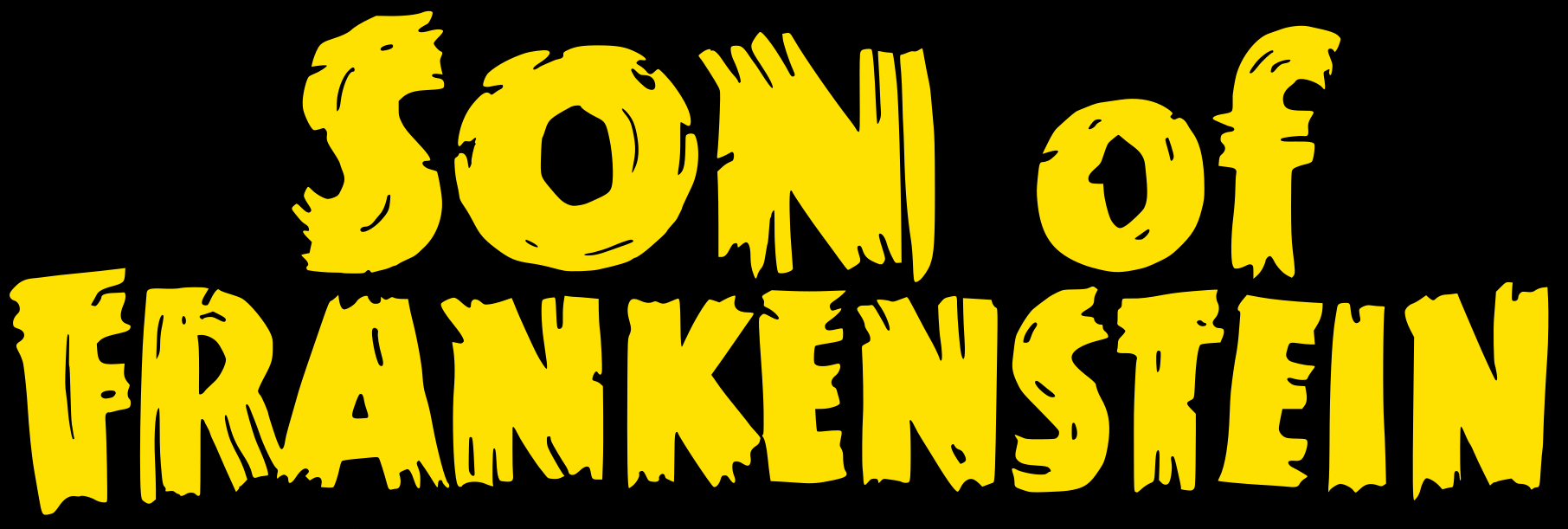
Logo Oficial en inglés de El hijo de Frankenstein, 1939.

| Año  | Película                                            | Personaje                               |
| ---- | --------------------------------------------------- | --------------------------------------- |
| 1915 | The Eternal City                                    | Embajador británico                     |
| 1918 | To Hell with the Kaiser!                            | Robert Graubel/El Kaiser                |
| 1924 | Happiness                                           | Mr. Rosselstein                         |
| 1924 | His Hour                                            | Stephen Strong                          |
| 1926 | The Grand Duchess and the Waiter                    | El Gran Duque Peter                     |
| 1926 | The Duchess of Buffalo                              | El Comandante                           |
| 1927 | A Gentleman of Paris                                | General Baron de Latour                 |
| 1929 | The Canary Murder Case                              | Charles Cleaver                         |
| 1929 | Is Everybody Happy?                                 | Victor Molnár                           |
| 1929 | Bulldog Drummond                                    | Dr. Lakington                           |
| 1931 | The Unholy Garden                                   | Dr. Shayne                              |
| 1931 | Daughter of the Dragon                              | Sir Basil Courtney                      |
| 1932 | Shanghai Express                                    | Reverendo Mr Carmichael                 |
| 1932 | Faithless                                           | Mr Ledyard                              |
| 1932 | The Mask of Fu Manchu                               | Sir Lionel Barton                       |
| 1933 | Philip Bendicott                                    | Philip Bendicott                        |
| 1934 | El Conde de Montecristo (The Count of Monte Cristo) | Padre de Raymond de Villefort           |
| 1935 | Werewolf of London                                  | Sir Thomas Forsythe                     |
| 1935 | A Tale of Two Cities                                | Un fiscal                               |
| 1937 | S.O.S. Coast Guard                                  | Rabinisi, hombre de confianza de Boroff |
| 1938 | Bluebeard's Eighth Wife                             | Profesor Urganzeff                      |
| 1938 | The Young in Heart                                  | Mr. Hutchins                            |
| 1939 | El hijo de Frankenstein (Son of Frankenstein)       | Burgomaestre                            |
| 1939 | Rulers of the Sea                                   | Mr. Negley                              |
| 1940 | Women in War                                        | Sir Gordon, abogado defensor            |
| 1940 | The Son of Monte Cristo                             | Baron                                   |
| 1940 | A Dispatch from Reuter's                            | Miembro del Parlamento                  |
| 1941 | Rage in Heaven                                      | Cónsul británico                        |
| 1941 | Dr. Jekyll and Mr. Hyde                             | Dr. Courtland                           |
| 1942 | The Living Ghost                                    | Dr. Bruhling                            |
| 1945 | Confidential Agent                                  | Lord Fetting                            |